# سوناليف
سوناليف إم ار هيفو Sonalleve MR-HIFU هو نظام طبي طورته شركة فيليبس للرعاية الصحية لعلاج الأورام الليفية الرحمية بدون جراحة.  

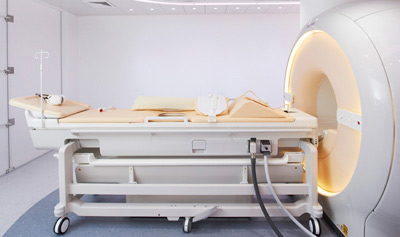
سوناليف هيفو

يستخدم النظام الموجات فوق الصوتية عالية الكثافة غير الغازية المركزة (HIFU) مسترشدة بالرنين المغناطيسي (MR)، من هنا جاء اختصار إم ار هيفو (MR-HIFU). يتضمن الإجراء تسخين حجمي للألياف مع استجابة في الزمن الحقيقي.
في يونيو 2017، أعلنت شركة فيلبس (Philips) وبروفاوند ميديكل (Profound Medical) عن اتفاقية لنقل أعمال إم ار هيفو الخاصة بفيلبس Philips 'MR-HIFU ، والتي تتضمن نظام سوناليف، إلى بروفاوند ميديكل Profound Medical.

## نظرة عامة على التكنولوجيا
نظام سوناليف  ذو الموجات فوق الصوتية المركّزة بتردد عالي للنظام يستخدم  محول خاص لتركيز أشعة الموجات فوق الصوتية على الورم الليفي الموجود داخل الجسم. هذه الموجات فوق الصوتية المركزة تولد درجات حرارة عالية داخل مناطق أصغر.
تؤدي درجة الحرارة عند الحفاظ عليها لفترة كافية من الزمن إلى استئصال الأورام الليفية. ويساعد إجراء العلاج المُوَجَّه عن طريق التصوير بالرنين المغناطيسي (MRI) مع التغذية الراجعة في الزمن الحقيقي في الاستئصال المُرَكَّز للموقع المستهدف. وتضمن حلقة التغذية الراجعة في الوقت الحقيقي حدوث تسخين مناسب، ومعالجة كل جزء من الأنسجة التي تم استهدافها والاستئصال الحجمي (وهي تقنية مملوكة لشركة فيلبس Philips) تساعد على معالجة أحجام أكبر بكفاءة وسرعة.

## الموافقات على الجهاز
تمت الموافقة على سوناليف لعلاج الأورام الليفية الرحمية في أوروبا، ومعظم آسيا والشرق الأوسط وأمريكا الجنوبية. تلقت شركة فيليبس علامة سي إي CE لنظام سوناليف إم ار هيفو الخاص به. وهو ما يعادل الموافقة من قبل إدارة الغذاء والدواء (FDA) في الولايات المتحدة. علامة سي إي CE معترف بها من قبل دول عديدة في المنطقة الاقتصادية الأوروبية وآسيا وأمريكا الجنوبية وأفريقيا وتعني أن المنتج يتوافق مع المتطلبات الأساسية للتشريعات ذات الصلة بالصحة والسلامة وحماية البيئة.
كما تقدمت الشركة بطلب للحصول على موافقة إدارة الغذاء والدواء (FDA) على النظام وعمليات التجارب والدراسات السريرية جارية بالفعل. كما تمت الموافقة على الجهاز لعلاج ورم نقيلة العظام ويخضع لتطوير لعلاج سرطان البروستاتا وسرطان الثدي.

## إجراء العلاج
الطريقة أسرع وأكثر راحة بالمقارنة مع الإجراءات التقليدية المتبعة حاليا لعلاج الأورام الليفية الرحمية مثل استئصال الرحم، استئصال الورم العضلي أو انسداد  الشريان الرحمي. عادة ما يتم هذا الإجراء في العيادة الخارجية مع مغادرة المريض للمستشفى في نفس اليوم. يمكن الاحتفاظ بالمريض للمراقبة لمدة 24 ساعة أخرى.
تم تنفيذ الإجراء على ثلاث مراحل:

### مرحلة التخطيط
يتم تقييم المرضى باستخدام التصوير ثلاثي الأبعاد MR الذي يستخدم لتحديد ما إذا كان المريض مؤهلًا للعلاج. إذا استوفى المريض معايير العلاج، يتم تقييم الحالة ويتم تخطيط وقت العلاج وفقًا لذلك. يصل المريض في الوقت المحدد ويوضع وهو منبطح على طاولة التصوير بالرنين المغناطيسي. يتم وضع الجهاز بشكل صحيح من أجل تحقيق اقتران صوتي ويتم تمييز مناطق العلاج باستخدام صور MR. قد يعطى المريض أيضا محاليل وريدية IV أو مهدئات. قد يتم أيضًا التركيز على تسليم اختبار لجرعة غير قاتلة من الموجات فوق الصوتية لضمان الدقة.

### مرحلة العلاج غير الغازية
تتركز الموجات فوق الصوتية عالية الكثافة على الأورام الليفية التي ترفع درجة حرارتها وتسبب تجلط الأنسجة. تتم العملية بالقيام بالصوتنة عدة مرات مع اختلاف الرقم والمدة تبعًا لحجم وحجم  الأورام الليفية. سيتم مراقبة العملية عن كثب والتحكم فيها عن طريق التصوير بالرنين المغناطيسي والتغذية المرتدة للتأكد من دقة وفعالية العلاج. في حالة حدوث أي إزعاج، يمكن للمريض إيقاف العملية من خلال زر في جهاز محمول باليد.

### مرحلة التحقق من العلاج
في نهاية العلاج، يستخدم التصوير بالرنين المغناطيسي المعزز بالتباين لتقييم فعالية الإجراء. تُستخدم هذه الصور لتحديد حجم غير الارتشاحي  (NPV) من الورم الليفي، وهو حجم الأنسجة غير القابلة للحياة (لا يوجد تدفق دم إليها).

## إعداد العلاج
يستخدم النظام سوناليف إم ار هيفو فيليبس أتشيفا 1.5ت، ام ار 3.0ت، تي اكس 3.0ت (ACHIEVA 1.5T، 3.0T MR، 3.0T (TX أو فيليبس إنجينيا 1.5ت (INGENIA 1.5T، منصة 3.0T، وتضم الأنظمة الفرعية المترابطة التالية:
- نظام إم ار أتشيفا Achieva MR لمراقبة الإجراء وتوفير صور في الزمن الحقيقي.
- وحدة العلاج إم ار هيفو لتخطيط العلاج، وحساب خرائط درجة الحرارة في الوقت الحقيقي، والتحكم في تسليم هيفو HIFU.
- إلكترونيات إم ار هيفو لتسليم الطاقة بالموجات فوق الصوتية (الطاقة) وتحديد مواقع الأشعة [1]

## فوائد العلاج
بالنسبة للأطباء، فإنه يوفر تخطيطًا سهلًا وعلاجًا مع تغذية راجعة في الوقت الفعلي وحلاً لأولئك الذين قد يتراجعون عن العلاج الجراحي. بالنسبة للمرضى، فإنه يوفر آلية علاج بديلة غير باضعة بدون تخدير ووقت استرجاع قصير.

## المواقع
تم تركيب النظام في البداية في حوالي 16 موقع في الولايات المتحدة وأوروبا وآسيا لأغراض البحث.  قامت شركة فيليبس Philips بتركيب حوالي 50 من أنظمة سوناليف إم ار هيفو MR-HIFU في جميع أنحاء العالم مع معظم الأنظمة في آسيا وأوروبا.
الهند لديها سبعة أنظمة مثبتة في خمس مدن. مستشفيات أبولو  وقامت بتثبيت الإعداد في ثلاثة من مرافقها شيناي، بنغالور ونيودلهي. العلاج متاح أيضًا في مركز كلامكس Clumax Diagnostics، وبنغالور، وبهارات سكانس، تشيناي،  في مركز جنكريا للتصوير SRL، ومومباي ومستشفى صن رايز، وكوتشي.
| لا | اسم المركز                                       | الموقع                      | مدينة    | حالة                  |
| 1  | مستشفى إندرا براستا أبولو                        | ساريتا فيهار                | نيو دلهي | منطقة العاصمة الوطنية |
| 2  | مستشفى أبولو التخصصي ومركز السرطان               | تينامبت Teynampet           | تشيناي   | تاميل نادو            |
| 3  | مستشفى أبولو                                     | طريق بانيرغاتا Bannerghatta | بنغالور  | كارناتاكا             |
| 4  | SRL مركز جنكريا للتصوير                          | جيرجون Girgaon              | مومباي   | ماهاراشترا            |
| 5  | بهارات للفحص بالأشعة فوق الصوتية الخاصة المحدودة | رويبتا Royapettah           | تشيناي   | تاميل نادو            |
| 6  | في بالميدالية مركز تشخيص كلامكس                  | ساتشفمجر Sadhashivanagar    | بنغالور  | كارناتاكا             |
| 7  | مستشفى صن رايز                                   | كاكانت Kakkanad             | كوتشي    | ولاية كيرالا          |

## روابط خارجية
- موقع سوناليف إم أر هيفو الرسمي.